# Championnat d'Antigua-et-Barbuda de football 2017-2018
Navigation
Saison précédente Saison suivante
La saison 2017-2018 du Championnat d'Antigua-et-Barbuda de football est la quarante-septième édition de la Premier Division, le championnat de première division d'Antigua-et-Barbuda. Les dix formations de l'élite sont regroupées au sein d'une poule unique où elles s'affrontent deux fois, à domicile et à l'extérieur. En fin de saison, les deux derniers du classement sont relégués et remplacés par les deux meilleures formations de First Division tandis que le 8e dispute un barrage de promotion-relégation.
Champion lors de la saison 2015-16, le Hoppers FC réédite cette performance et s'octroie la compétition, avec seulement deux points d'avance sur le surprenant Five Islands FC, récent promu. Il s’agit du deuxième titre de champion d'Antigua-et-Barbuda de l'histoire du club.

## Les clubs participants
- Bullets FC
- Empire FC
- Five Islands FC (promu)
- Jennings Grenades FC
- Hoppers FC
- Old Road FC
- Parham FC (tenant)
- SAP FC
- Swetes FC (promu)
- Tryum FC

## Compétition
Le barème de points servant à établir le classement se décompose ainsi :
- Victoire : 3 points
- Match nul : 1 point
- Défaite : 0 point

### Classement
| Rang | Équipe               | Pts | J  | G  | N | P  | Bp | Bc | Diff |
| ---- | -------------------- | --- | -- | -- | - | -- | -- | -- | ---- |
| 1    | Hoppers FC           | 37  | 18 | 11 | 4 | 3  | 29 | 23 | +6   |
| 2    | Five Islands FCP     | 35  | 18 | 10 | 5 | 3  | 35 | 17 | +18  |
| 3    | Parham FCT           | 28  | 18 | 8  | 4 | 6  | 31 | 23 | +8   |
| 4    | Jennings Grenades FC | 26  | 18 | 7  | 5 | 6  | 27 | 24 | +3   |
| 5    | Tryum FC             | 26  | 18 | 7  | 5 | 6  | 25 | 30 | -5   |
| 6    | Swetes FCP           | 22  | 18 | 5  | 7 | 6  | 27 | 26 | +1   |
| 7    | SAP FC               | 21  | 18 | 5  | 6 | 7  | 25 | 33 | -8   |
| 8    | Old Road FC          | 20  | 18 | 5  | 5 | 8  | 28 | 29 | -1   |
| 9    | Bullets FC           | 19  | 18 | 5  | 4 | 9  | 17 | 24 | -7   |
| 10   | Empire FC            | 12  | 18 | 3  | 3 | 12 | 21 | 36 | -15  |

|  | Qualification pour le Championnat des clubs caribéens de la CONCACAF 2019 |
|  | Participation au barrage de promotion-relégation                          |
|  | Relégation directe en First Division                                      |
|  | T : Tenant du titre P : Promu de First Division                           |

### Matchs

#### Barrage de promotion-relégation
Le 8e de Premier Division, Old Road FC, retrouve les 3e et 4e de First Division, Fort Road FC et Willikies FC respectivement, en poule de promotion-relégation. Les trois équipes s'affrontent une fois, seule la meilleure d'entre elles est promue ou se maintient parmi l'élite.
| Rang | Équipe            | Pts | J | G | N | P | Bp | Bc | Diff |  | Résultats (▼ dom., ► ext.) | ORo | FRo | Wil |
| ---- | ----------------- | --- | - | - | - | - | -- | -- | ---- |  | -------------------------- | --- | --- | --- |
| 1    | Old Road FC       | 6   | 2 | 2 | 0 | 0 | 4  | 1  | +3   |  | Old Road FC                |     | 2-1 |     |
| 2    | Fort Road FC (D2) | 3   | 2 | 1 | 0 | 1 | 5  | 2  | +3   |  | Fort Road FC (D2)          |     |     | 4-0 |
| 3    | Willikies FC (D2) | 0   | 2 | 0 | 0 | 2 | 0  | 6  | -6   |  | Willikies FC (D2)          | 0-2 |     |     |

- Old Road FC conserve sa place au sein de l'élite.

## Bilan de la saison
| Championnat d'Antigua-et-Barbuda de football 2017-2018 |                       |
| Champion                                               | Hoppers FC (2e titre) |
| Coupes et trophées                                     |                       |
| Vainqueur de la Coupe d'Antigua-et-Barbuda 2017-2018   | Non disputée          |
| Qualifications continentales                           |                       |
| Championnat des clubs caribéens de la CONCACAF 2019    | Hoppers Football Club |
| Promotions et relégations                              |                       |
| Promus en Premier Division                             | Aston Villa           |
| Promus en Premier Division                             | Liberta FC            |
| Relégués en First Division                             | Bullets FC            |
| Relégués en First Division                             | Empire FC             |

## Meilleurs buteurs
Source consultée: www.worldfootball.com.